# An der Mühle
Die Straße An der Mühle ist eine zentrale  Erschließungsstraße in Bremerhaven, Stadtteil Geestemünde, Ortsteile Geestendorf und Geestemünde-Süd. Sie führt in West-Ost-Richtung von der Einswarder Straße und Georgstraße bis zur Schiffdorfer Chaussee und zum Bürgerpark Bremerhaven.
Die Querstraßen und die Anschlussstraßen wurden benannt u. a. als Einswarder Straße nach dem Stadtteil in Nordenham, Georgstraße 1860 nach König Georg V. (Hannover), Mushardstraße nach dem örtlichen Pastor und Prähistoriker Martin Mushard (1699–1770), Neumarktstraße nach dem Marktplatz, Sachsenstraße nach dem Volk, Bülkenstraße (Anlieger und Landwirt Bülken), Ruhrstraße nach dem Fluss (früher Gartenstraße), Sörlangstraße (der Name bedeutet trockenes Ackerland), Schillerstraße nach dem Dichter Friedrich Schiller, Spichernstraße nach dem französischen Ort der Schlacht bei Spichern (1870), Friedrich-Ebert-Straße nach dem ersten Reichspräsidenten Friedrich Ebert (1871–1925), Wielandstraße nach dem Dichter, Metzer Straße nach der Stadt in Lothringen, Voßstraße (?), Hartwigstraße (Promovierter Sanitätsrat Otto Hartwig), Feldstraße und Schiffdorfer Chaussee nach der Nachbargemeinde; ansonsten siehe beim Link zu den Straßen.

## Geschichte

### Name
Die Straße An der Mühle wurde zunächst als Mühlenstraße benannt nach der alten Windmühle, die östlich der Schillerstraße in Höhe der späteren Spichernstraße stand. 1938/39, nach der Zusammenlegung mit Bremerhaven, behielt der Stadtteil Mitte diesen Straßennamen und in Geestemünde erfolgte eine Umbenennung.

### Entwicklung

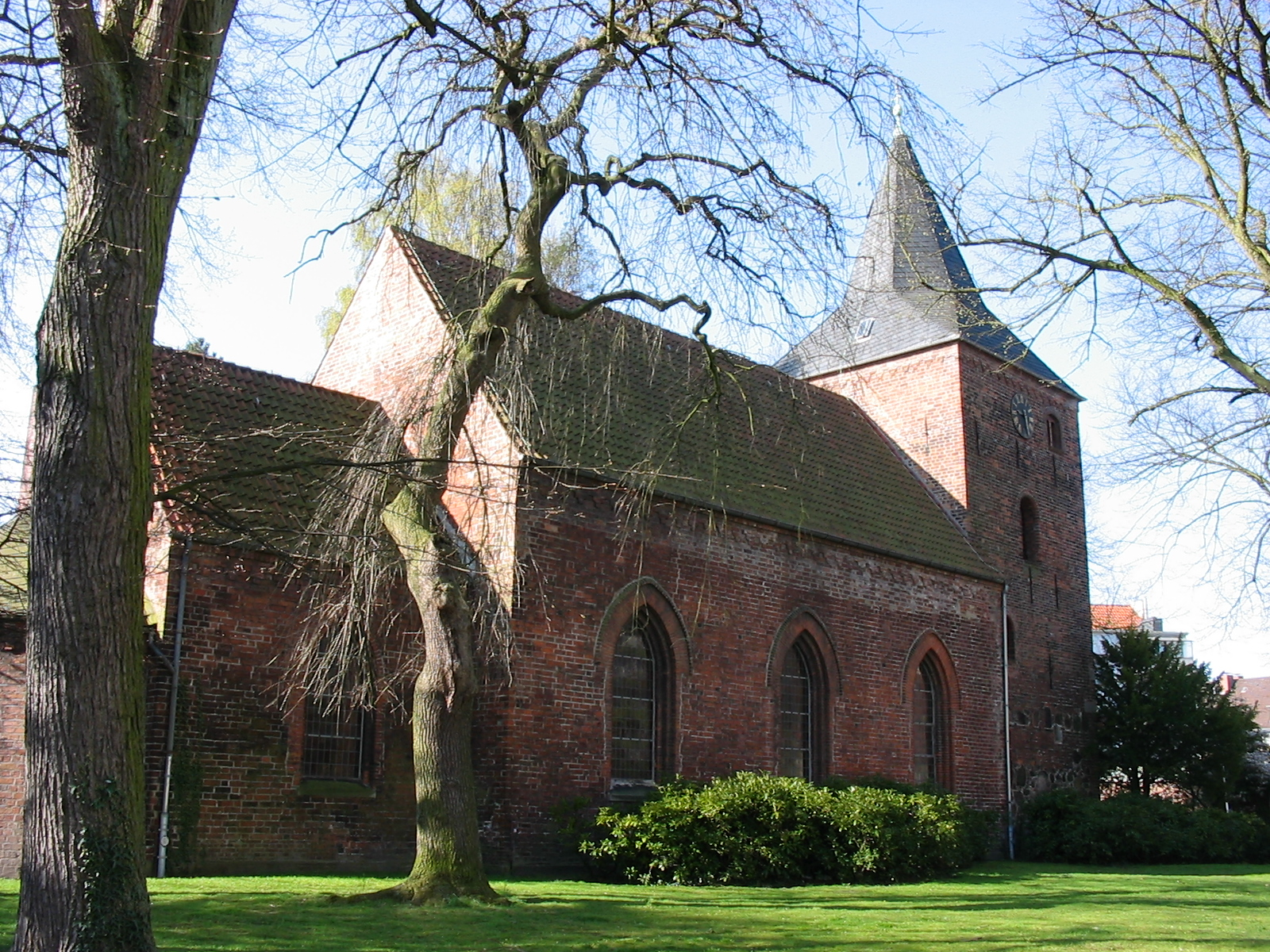
Marienkirche

Das Kirchdorf Geestendorf (Gestenthorpe) wurde 1139 erstmals erwähnt, war im Mittelalter im Besitz des Bistums Bremen und gehörte ab 1715 zum Kurfürstentum Braunschweig-Lüneburg, später Königreich Hannover. Die Marienkirche entstand im Mittelalter.
Nach 1827, mit der Gründung Bremerhavens, baute ab 1844 das benachbarte Königreich Hannover als Konkurrenz einen Hafen. Damit begann der Aufstieg Geestemündes, das 1847 diesen Namen erhielt. Ab um 1850 entstand das Straßennetz im Ortsteil Geestemünde. 1889 wurden Geestemünde und Geestendorf zu Geestemünde vereinigt. 1891 entstand der Wasserturm Geestemünde, 1900 die genossenschaftliche Molkerei in der Mühlenstraße (heute An der Mühle).
75 % aller Gebäude in Geestemünde wurden im Zweiten Weltkrieg vernichtet.

### Verkehr
Im Nahverkehr von BremerhavenBus tangieren die Straße die Linien 504, 505, 506, 514, HL (Hafen-Liner), NL (Night-Liner) und S (Schnellbus) an der Georgstraße sowie 502 und ML (Moon-Liner) an der Schillerstraße sowie 503, 507, 508, 509 und ML an der Metzer Straße.

## Gebäude und Anlagen
Die Straße hat überwiegend eine viergeschossige Bebauung von nach 1960 mit öfters höherer Eckbebauung.
Erwähnenswerte Gebäude und Anlagen
- Nr. 10: 2-gesch. neueres Bürohaus mit dem Ev.-luth. Kirchenamt Elbe-Weser (früher Kirchenkreisamt Wesermünde)
- Nr. 12: Denkmalgeschützte romanische und gotische, einschiffige Marienkirche Geestemünde aus dem 13. Jahrhundert mit quadratischem wuchtigen Westturm der Ev.-luth. Marienkirchengemeinde. 1420 wurde eine Capella in Gesztendorppe erwähnt, die ruinös war und vergrößert oder neu gebaut und 1875 sowie 1907 durch Anbauten verändert, 1944 stark beschädigt und bis 1951 bzw. 1953 wieder hergestellt wurde. Eine neuere Kita ergänzte das Areal.[3]
- Nr. 11: Hier stand für kurze Zeit (um 1940) das Kino Atrium mit 981 Plätzen
- Nr. 21: 2-gesch. älteres Giebelhaus
- Zwischen Neumarktstraße und Bülkenstraße: Konrad-Adenauer-Platz mit dem Wochenmarkt Geestemünde am Mittwoch und Samstag
- Nr. 24: Restaurant Alte Mühle
- Nr. 33: Denkmalgeschützter Wasserturm Geestemünde vom 1891 mit markantem Gesims und vier Giebelgauben nach Plänen von Walter Pfeffer. Der 1978 sanierte Turm diente bis 1996 der Wasserversorgung. Er erhielt 2003 einen Anbau mit Cafe.[4]
- Nr. 54: 4-gesch. Wohnhaus von um 1900
- Nr. 66: Restaurant An der Mühle
- Nr. 72: 1-gesch. Einkaufsmarkt
- Nr. 76: 2-gesch. Wohnhaus von um 1910
- Nr. 97: 4-gesch. älteres Wohnhaus
- Unterführung der Bahnstrecke Bremen–Bremerhaven

Kunstobjekte, Gedenktafeln
- Stolpersteine für die Opfer des Nationalsozialismus gemäß der Liste der Stolpersteine in Bremerhaven:
  - Nr. 1 für Dr. Bernhard Goldmann (1884–1941) und Karoline Goldmann (1862–1941), beide ermordet in Minsk